# Kítsi
Kítsi (Kitsi) är en ort i Grekland.   Den ligger i prefekturen Nomarchía Anatolikís Attikís och regionen Attika, i den sydöstra delen av landet, 18 km sydost om huvudstaden Aten. Kítsi ligger 150 meter över havet och antalet invånare är 4 788.
Terrängen runt Kítsi är kuperad norrut, men söderut är den platt. Havet är nära Kítsi söderut. Runt Kítsi är det ganska tätbefolkat, med 239 invånare per kvadratkilometer. Närmaste större samhälle är Aten, 17,9 km nordväst om Kítsi. Trakten runt Kítsi består till största delen av jordbruksmark.